# Лілі Мірожнік
Лілі Мірожнік (Мирожник) (англ. Lili Mirojnick; нар. 9 квітня 1984) — американська акторка. Найвідоміщі ролі: Лора в молодіжній комедії «Друзі по сексу» (2011), Джордана Серенто в пародійній комедії «Суперфорсаж» (2015) та детективка Мередит МакКарті в телесеріалі «Геппі!» (з 2017). 

## Біографія
Народилася в Нью-Йорку, в сім'ї Еллен Мірожник (англ. Ellen Mirojnick), акторки та відомої дізайнерки кінокостюмів («Волл-стріт», «Основний інстинкт», «Зоряний десант» та багатьох інших фільмів), та актора Баррі Карсона (англ. Barry Carson). Батьки розлучилися 1987 року. Материні батьки – Абрахам Шнайд (англ. Schneid) та Санні (до шлюбу Шнайдер, англ. Schneider), походили зі Східної Європи та Середземномор'я.
Навчалася у школі Баклі, в престижному передмісті Лос-Анджелеса — Шерман Оукс. Потім закінчила Американську академію драматичного мистецтва в Нью-Йорку.
Проживає в Лос-Анджелесі, Каліфорнія. Називає себе нерелігійною єврейкою.

## Фільмографія
| Рік      |    | Українська назва   | Оригінальна назва              | Роль                                       |
| -------- | -- | ------------------ | ------------------------------ | ------------------------------------------ |
| 2017—... | с  | Геппі!             | Happy!                         | детективка Мередіт МакКарті (головна роль) |
| 2018     | ф  |                    | Waterlily Jaguar               | Скарлет                                    |
| 2018     | с  |                    | Beerfest: Thirst for Victory   | Мелані                                     |
| 2018     | с  |                    | The Good Fight                 | Домініка Соколов (1 епізод)                |
| 2016     | с  |                    | Swedish Dicks                  | Тіна (1 епізод)                            |
| 2016     | с  | Елементарно        | Elementary                     | Ольга Бережная (1 епізод)                  |
| 2015     | с  |                    | Public Morals                  | Бернадетт Тедеско (3 епізоди)              |
| 2015     | кф |                    | Knotts                         | Емілі                                      |
| 2015     | ф  | Суперфорсаж!       | Superfast!                     | Джордана Серенто                           |
| 2014     | тф |                    | Fatrick                        | Беккі                                      |
| 2014     | с  | Незабутнє          | Unforgettable                  | Тіна Форбіш (1 епізод)                     |
| 2013     | ф  |                    | The Levenger Tapes             | Кім                                        |
| 2013     | с  |                    | My Synthesized Life            | Джанель (2 епізоди)                        |
| 2013     | ф  |                    | Assassins Tale                 | Fine Young Thing                           |
| 2013     | с  | Анатомія Грей      | Grey's Anatomy                 | Талія (1 епізод)                           |
| 2013     | с  |                    | Hawaii Five-0                  | Кеммі Лідс (1 епізод)                      |
| 2013     | с  | Грімм              | Grimm                          | Крістал Флетчер (1 епізод)                 |
| 2013     | ф  |                    | Meth Head                      | Медсестра Ніксон                           |
| 2012     | с  |                    | Wedding Band                   | Зої (1 епізод)                             |
| 2012     | ф  |                    | Born Wild                      | Джої Денієлз                               |
| 2012     | с  |                    | Blue Bloods                    | Анджела Феррера (1 епізод)                 |
| 2012     | с  |                    | The Glades                     | Віллоу Дансен (1 епізод)                   |
| 2011     | с  |                    | Rules of Engagement            | клубівниця (1 епізод)                      |
| 2011     | с  |                    | #nitTWITS                      | Дружина (1 епізод, як @lilypad13)          |
| 2011     | с  |                    | Person of Interest             | Пія Мореско (1 епізод)                     |
| 2011     | ф  | Друзі по сексу     | Friends with Benefits          | Лора                                       |
| 2011     | кф |                    | Psyche                         | Рослін                                     |
| 2011     | с  | CSI: Місце злочину | CSI: Crime Scene Investigation | Ембер Роув (1 епізод)                      |
| 2010     | ф  | Запасний план      | The Back-Up Plan               | вагітна жінка                              |
| 2010     | ф  |                    | Kill the Habit                 | Галія                                      |
| 2009     | кф |                    | A Brief History of Women       | Гайді                                      |
| 2008     | ф  |                    | Peripheral Vision              | Сінді Джонсон                              |
| 2008     | ф  | Монстро            | Cloverfield                    | Лей                                        |
| 2005     | ф  |                    | Domino                         | Дівчина з сестринства #2                   |